# Hormidac
Hormidac (fl. 466/467) è stato un capo degli Unni che comandò una spedizione contro l'Impero romano d'Oriente nell'inverno 466/467.
Approfittando del fatto che il Danubio si era ghiacciato, Hormidac e i suoi Unni calarono sulla città di Serdica (moderna Sofia) talmente all'improvviso che riuscirono ad entrarvi prima che ai difensori fosse possibile chiuderne le porte.
L'imperatore d'Oriente Leone I inviò allora il magister militum Antemio, futuro imperatore d'Occidente, con un esercito, che mise sotto assedio la città. Le devastazioni della campagna circostante Serdica erano tali che fu difficile per Antemio trovare da bere e da mangiare a sufficienza per le proprie truppe; il fatto poi che fosse inverno non poteva che peggiorarne la situazione. A vantaggio di Antemio giocò però il fatto che neanche gli Unni fossero in condizioni migliori, rinchiusi a difendersi all'interno di una città dopo che avevano previsto una incursione; Hormidac decise allora di rompere gli indugi e uscì con il proprio esercito ad affrontare Antemio.
Poco prima dell'inizio della battaglia, il comandante della cavalleria di Antemio (forse un unno egli stesso) passò dalla parte di Hormidac, che si trovò dunque ad affrontare un esercito romano sprovvisto di cavalleria. Malgrado il vantaggio, la fanteria romana ebbe il sopravvento sulle truppe di Hormidac, che fu costretto a chiedere la pace ad Antemio; il generale romano accettò di far allontanare il contingente unno, a patto di ricevere il traditore.
Nulla si sa d'altro di Hormidac.